# Jet Force Gemini
 (septembre 2017).
Si vous disposez d'ouvrages ou d'articles de référence ou si vous connaissez des sites web de qualité traitant du thème abordé ici, merci de compléter l'article en donnant les références utiles à sa vérifiabilité et en les liant à la section « Notes et références ».
Jet Force Gemini, ou Star Twins (スターツインズ) au Japon, est un jeu vidéo d'action-aventure, développé par Rare, sorti sur Nintendo 64 en 1999.

## Synopsis
Trois membres de la Jet Force Gemini, Juno, Vela et Lupus (un chien), sont envoyés secourir la planète Goldwood. Celle-ci est envahie par l'armée insectoïde de Mizar qui a réduit les habitants, les Nounouss, à l'état d'esclaves.

## Système de jeu
Les trois personnages sont contrôlables tour à tour par le joueur et interchangeables à tout moment. Chacun ayant droit à un scénario différent des autres.
Vu à la troisième personne, le personnage  peut sauter, nager, tirer, ramper et se déplace dans un environnement en trois dimensions. Au cours de l'aventure, le joueur doit parvenir à sauver tous les Nounouss. Pour cela, il lui suffit de les toucher mais certains Nounouss sont situés dans des lieux difficiles d'accès.
Le système de visée peut être semi-automatique ou manuelle (cette dernière permettant une meilleure précision et se jouant en vue subjective). Quatorze armes sont présentes dans le jeu et nécessitent des munitions disséminées un peu partout dans les niveaux (ainsi que d'autres bonus).
Il existe également un mode multijoueur qui comprend un mode deathmatch et un mode course.